# 奧克格羅夫 (密西西比州)
奧克格羅夫（英語：Oak Grove）是位於美國密西西比州拉馬爾縣的普查規定居民點。

## 人口
根據2020年美國人口普查的數據，奧克格羅夫的面積為3.24平方千米，皆為陸地。當地共有人口1758人，而人口密度為每平方千米542.59人。